# Romain Poite
Romain Poite (nascut el 14 de setembre de 1975) és un àrbitre francès de rugbi representant de la Federació Francesa de Rugbi. Va fer el seu debut internacional com a àrbitre de TV a la Copa del Món de Rugbi 2007 durant el partit entre Irlanda i Namíbia. L'any 2009 va fer el seu debut en el Torneig de les Sis Nacions, com a àrbitre de touche o de TV. i el 2010, com a àrbitre principal. També fou àrbitre de la Copa del Món de Rugbi de 2011 i de la gira de 2013 dels British and Irish Lions. També ha arbitrat partits del The Rugby Championship. 
Concretament, durant un partit entre els All Blacks i els Springboks, Poite va ensenyar una cartolina groga a Bismarck du Plessis per un placatge il·legal a Daniel Carter. La IRB va revisar la jugada i va retirar la cartolina i Poite fou expulsat durant uns mesos del ventall internacional d'àrbitres de la IRB. El 2015 és designat àrbitre de la Copa del Món de Rugbi.